# Agricultura industrial

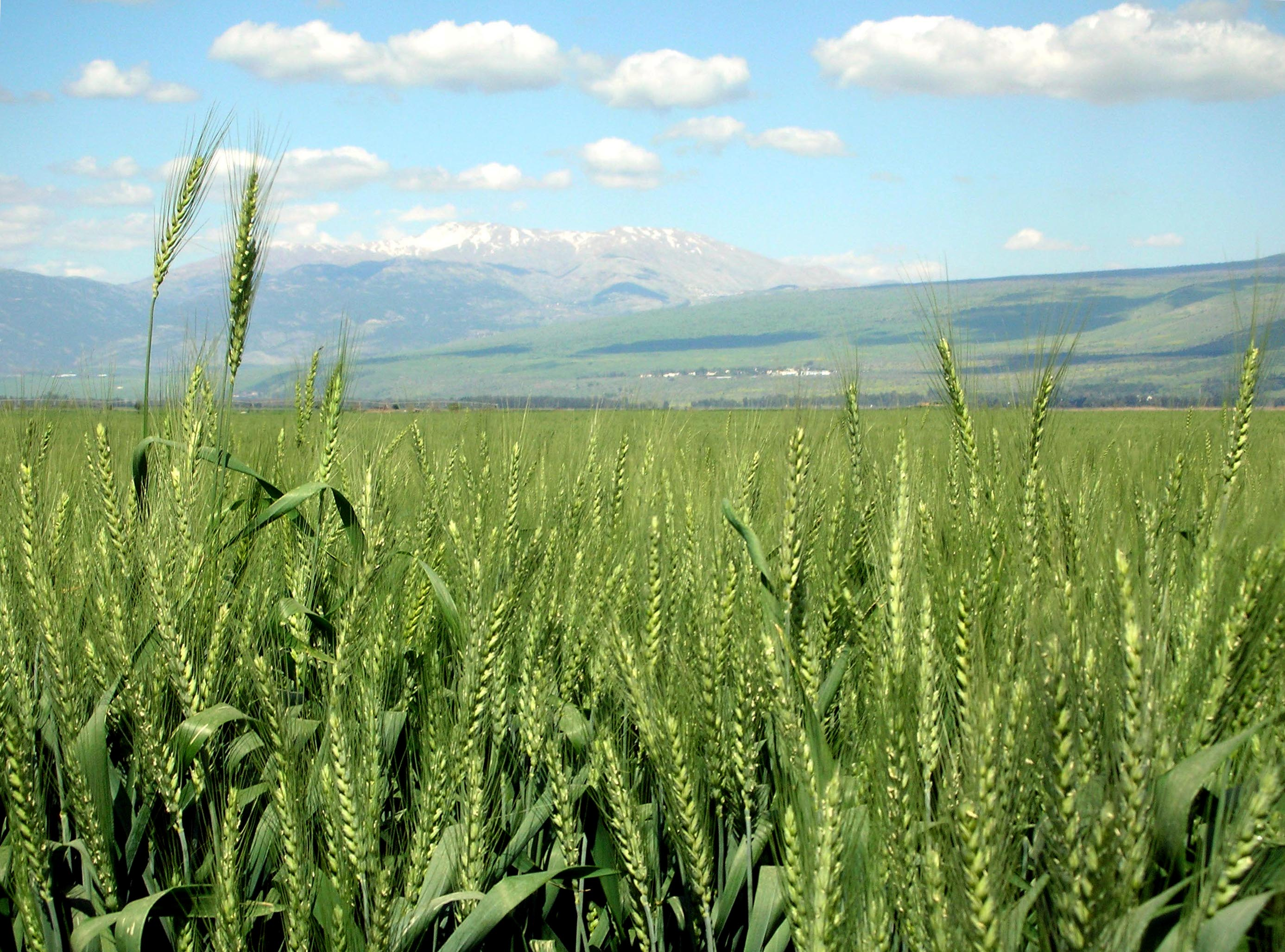
Las nuevas variedades de trigo y otros granos desempeñaron un papel decisivo en la revolución verde, siendo elementos esenciales de la agricultura industrial.

La agricultura industrial es una forma de agricultura moderna que se refiere a la producción industrializada de cultivos, animales y productos animales como huevos o leche (denominándose en este último caso como ganadería industrial). Los métodos de la agricultura industrial incluyen la intensificación del riego, el uso de abonos químicos y pesticidas, innovación en maquinaria agrícola y métodos agrícolas, tecnología genética, técnicas para lograr economías de escala en la producción, la creación de nuevos mercados para el consumo, la aplicación de la protección de patentes a la información genética y el comercio mundial. Estos métodos están muy extendidos en las naciones desarrolladas y cada vez son más frecuentes en todo el mundo. La mayoría de la carne, los lácteos, los huevos, las frutas y las verduras disponibles en los supermercados se producen utilizando estos métodos de agricultura industrial, aunque el 80% de los alimentos humanos los produce la agricultura familiar.

## Desarrollo histórico y perspectivas futuras
La agricultura industrial surgió de la mano de la Revolución Industrial en general. La identificación de nitrógeno, potasio y fósforo (denominados por el acrónimo NPK) como factores críticos en el crecimiento de las plantas llevó a la fabricación de fertilizantes sintéticos, lo que posibilitó tipos de agricultura más intensivos. El descubrimiento de las vitaminas y su papel en la nutrición animal, en las dos primeras décadas del siglo XX, condujo a los suplementos vitamínicos, que en la década de 1920 permitieron criar ciertos animales en el interior, reduciendo su exposición a elementos naturales adversos. El descubrimiento de antibióticos y vacunas facilitó la cría de ganado en operaciones de alimentación animal concentradas y controladas al reducir las enfermedades causadas por el hacinamiento. Los productos químicos desarrollados para su uso en la Segunda Guerra Mundial dieron lugar a pesticidas sintéticos. Los avances en las redes y la tecnología de transporte marítimo han hecho posible la distribución de productos agrícolas en grandes cantidades a larga distancia.
La producción agrícola en todo el mundo se duplicó cuatro veces entre 1820 y 1975 (se duplicó entre 1820 y 1920; entre 1920 y 1950; entre 1950 y 1965; y nuevamente entre 1965 y 1975) para alimentar a una población mundial de mil millones de seres humanos en 1800 y 6.500 millones en 2002.: 29  Durante el mismo período, el número de personas involucradas en la agricultura disminuyó a medida que el proceso se automatizó más. En la década de 1930, el 24 por ciento de la población estadounidense trabajaba en la agricultura en comparación con el 1,5 por ciento en 2002; en 1940, cada trabajador agrícola abastecía a 11 consumidores, mientras que en 2002, cada trabajador abastecía a 90 consumidores.: 29  El número de granjas también ha disminuido y su propiedad está más concentrada. En Estados Unidos, cuatro empresas producen el 81 por ciento de las vacas, el 73 por ciento de las ovejas, el 57 por ciento de los cerdos y el 50 por ciento de los pollos, citado como ejemplo de "integración vertical" por el presidente de la Unión Nacional de Agricultores de Estados Unidos. En 1967, había un millón de granjas de cerdos en Estados Unidos; en 2002, había 114 000: 29  con 80 millones de cerdos (de 95 millones) producidos cada año en granjas industriales, según el Consejo Nacional de Productores de Cerdo de EE .UU.: 29  Según el Worldwatch Institute, el 74 por ciento de las aves de corral del mundo, el 43 por ciento de la carne de res y el 68 por ciento de los huevos se producen de esta manera.: 26 

### Revolución agrícola británica
La revolución agrícola británica describe un período de desarrollo agrícola en Gran Bretaña entre el siglo XVI y mediados del siglo XIX, que vio un aumento masivo de la productividad agrícola y la producción neta. Esto, a su vez, apoyó un crecimiento demográfico sin precedentes, liberando un porcentaje significativo de la fuerza laboral y, por lo tanto, ayudó a impulsar la Revolución Industrial. No está del todo claro cómo sucedió esto. En las últimas décadas, los historiadores citaron cuatro cambios clave en las prácticas agrícolas, el cercado, la mecanización, la rotación de cultivos en cuatro campos y la cría selectiva, y dieron crédito a relativamente pocos individuos.

## Desafíos y problemas
Los desafíos y problemas de la agricultura industrial para la sociedad global y local, para el sector de la agricultura industrial, para la granja agrícola industrial individual y para los derechos de los animales incluyen los costos y beneficios de las prácticas actuales y los cambios propuestos a esas prácticas. Esta es una continuación de miles de años de invención y uso de tecnologías para alimentar a poblaciones en constante crecimiento.

...cuando los cazadores-recolectores con poblaciones en crecimiento agotaron las existencias de caza y alimentos silvestres en el Cercano Oriente, se vieron obligados a introducir la agricultura. Pero la agricultura trajo muchas más horas de trabajo y una dieta menos rica de la que disfrutaban los cazadores-recolectores. Un mayor crecimiento de la población entre los agricultores itinerantes de roza y quema dio lugar a períodos de barbecho más cortos, disminución de los rendimientos y erosión del suelo. El arado y los fertilizantes se introdujeron para hacer frente a estos problemas, pero una vez más implicó más horas de trabajo y la degradación de los recursos del suelo (Boserup, The Condition of Agricultural Growth, Allen y Unwin, 1965, ampliado y actualizado en Population and Technology, Blackwell, 1980).

Si bien el objetivo de la agricultura industrial son los productos de menor costo para crear una mayor productividad y, por lo tanto, un nivel de vida más alto medido por los bienes y servicios disponibles, los métodos industriales tienen efectos secundarios tanto buenos como malos. Además, la agricultura industrial no es una cosa única e indivisible, sino que se compone de numerosos elementos , cada uno de los cuales puede modificarse y, de hecho, se modifica en respuesta a las condiciones del mercado, la regulación gubernamental y los avances científicos. Entonces, la pregunta es para cada elemento específico que se incluye en un método, técnica o proceso de agricultura industrial: ¿Qué efectos secundarios negativos son lo suficientemente malos como para compensar la ganancia financiera y los efectos secundarios positivos? Los diferentes grupos de interés no solo llegan a conclusiones diferentes al respecto, sino que también recomiendan soluciones diferentes.

### Sociedad
Los principales desafíos y problemas que enfrenta la sociedad en relación con la agricultura industrial incluyen:
Maximizando los beneficios:
- Comida barata y abundante.
- Comodidad para el consumidor
- La contribución a nuestra economía en muchos niveles, desde cultivadores hasta recolectores, procesadores y vendedores.

Minimizando las desventajas:
- Costos ambientales y sociales
- Daños a la pesca
- Limpieza de aguas superficiales y subterráneas contaminadas con desechos animales
- Aumento de los riesgos para la salud derivados de los plaguicidas
- Mayor contaminación por ozono a través de subproductos de metano de los animales.
- Calentamiento global por el uso intensivo de combustibles fósiles

### Beneficios

#### Crecimiento de la población
Muy aproximadamente:

Población (est.) desde 10 000 años a. C. – al.

- Hace 30 000 años, el comportamiento de los cazadores-recolectores alimentó a 6 millones de personas
- Hace 3000 años, la agricultura primitiva alimentaba a 60 millones de personas
- Hace 300 años, la agricultura intensiva alimentaba a 600 millones de personas
- Hoy la agricultura industrial intenta alimentar a 6 mil millones de personas

| Año     | Mundial   | África  | Asia      | Europa  | América Central y América del Sur | América del Norte* | Oceania  | Notas |
| ------- | --------- | ------- | --------- | ------- | --------------------------------- | ------------------ | -------- | ----- |
| 8000 AC | 8 000     |         |           |         |                                   |                    |          | [ 8 ] |
| 1000 AC | 50 000    |         |           |         |                                   |                    |          | [ 8 ] |
| 500 AC  | 100 000   |         |           |         |                                   |                    |          | [ 8 ] |
| año 1   | 200,000   |         |           |         |                                   |                    |          | [ 9 ] |
| 1000    | 310 000   |         |           |         |                                   |                    |          |       |
| 1750    | 791 000   | 106 000 | 502 000   | 163 000 | 16 000                            | 2 000              | 2 000    |       |
| 1800    | 978 000   | 107 000 | 635 000   | 203 000 | 24 000                            | 7 000              | 2 000    |       |
| 1850    | 1 262 000 | 111 000 | 809 000   | 276 000 | 38 000                            | 26 000             | 2 000    |       |
| 1900    | 1 650 000 | 133 000 | 947 000   | 408 000 | 74 000                            | 82 000             | 6 000    |       |
| 1950    | 2 518 629 | 221 214 | 1 398 488 | 547 403 | 167 097                           | 171 616            | 12 812   |       |
| 1955    | 2 755 823 | 246 746 | 1 541 947 | 575 184 | 190 797                           | 186 884            | 14 265   |       |
| 1960    | 2 981 659 | 277 398 | 1 674 336 | 601 401 | 209 303                           | 204 152            | 15 888   |       |
| 1965    | 3 334 874 | 313 744 | 1 899 424 | 634 026 | 250 452                           | 219 570            | 17 657   |       |
| 1970    | 3 692 492 | 357 283 | 2 143 118 | 655 855 | 284 856                           | 231 937            | 19 443   |       |
| 1975    | 4 068 109 | 408 160 | 2 397 512 | 675 542 | 321 906                           | 243 425            | 21 564   |       |
| 1980    | 4 434 682 | 469 618 | 2 632 335 | 692 431 | 361 401                           | 256 068            | 22 828   |       |
| 1985    | 4 830 979 | 541 814 | 2 887 552 | 706 009 | 401 469                           | 269 456            | 24 678   |       |
| 1990    | 5 263 593 | 622 443 | 3 167 807 | 721 582 | 441 525                           | 283 549            | 26 687   |       |
| 1995    | 5 674 380 | 707 462 | 3 430 052 | 727 405 | 481 099                           | 299 438            | 28 924   |       |
| 2000    | 6 070 581 | 795 671 | 3 679 737 | 727 986 | 520 229                           | 315 915            | 31 043   |       |
| 2005    | 6 453 628 | 887 964 | 3 917 508 | 724 722 | 558 281                           | 332 156            | 32 998** |       |

Un ejemplo de agricultura industrial que proporciona alimentos baratos y abundantes es el "programa de Estados Unidos de desarrollo agrícola el más exitoso de cualquier país del mundo". Entre 1930 y 2000, la productividad agrícola de los EE. UU. (Producción dividida por todos los insumos) aumentó en un promedio de alrededor del 2 por ciento anual, lo que provocó que los precios de los alimentos pagados por los consumidores bajaran. "El porcentaje de los ingresos disponibles en los Estados Unidos que se gastan en alimentos preparados en casa disminuyó, del 22 por ciento en 1950 al 7 por ciento para fines de siglo".

### Pasivos

#### Económico
Los pasivos económicos de la agricultura industrial incluyen la dependencia de recursos energéticos finitos no renovables de combustibles fósiles, como insumo en la mecanización agrícola (equipo, maquinaria), para el procesamiento y transporte de alimentos, y como insumo en productos químicos agrícolas. Por lo tanto, se espera que un aumento futuro de los precios de la energía según lo proyectado por la Agencia Internacional de Energía resulte en un aumento en los precios de los alimentos; y, por lo tanto, es necesario "desvincular" el uso de energía no renovable de la producción agrícola. Otros pasivos incluyen el pico de fosfato, ya que las reservas finitas de fosfato son actualmente un insumo clave en los fertilizantes químicos para la agricultura industrial.

#### Medio ambiente
La agricultura industrial utiliza grandes cantidades de agua, energía, y productos químicos industriales; aumento de la contaminación en las tierras cultivables, el agua utilizable y la atmósfera. Los herbicidas, insecticidas, fertilizantes y productos de desecho de animales se acumulan en las aguas subterráneas y superficiales. «Muchos de los efectos negativos de la agricultura industrial están lejos de los campos y las granjas. Los compuestos de nitrógeno del Medio Oeste, por ejemplo, viajan por el Mississippi para degradar las pesquerías costeras en el Golfo de México. Pero otros efectos adversos están apareciendo dentro de los sistemas de producción agrícola. - por ejemplo, el rápido desarrollo de la resistencia entre las plagas hace que nuestro arsenal de herbicidas e insecticidas sea cada vez más ineficaz.»  Los productos químicos utilizados en la agricultura industrial, así como la práctica del monocultivo, también se han visto implicados en el trastorno de colapso de colonias, que ha provocado un colapso de las poblaciones de abejas. La producción agrícola depende en gran medida de la polinización de las abejas para polinizar muchas variedades de plantas, frutas y verduras.

#### Social
En un estudio realizado para la Oficina de Evaluación de Tecnología de Estados Unidos por el Proyecto de Contabilidad Macrosocial de Universidad de California Davis concluyó que la agricultura industrial está asociada con un deterioro sustancial de las condiciones de vida humana en las comunidades rurales cercanas.
Se espera que el aumento futuro de los precios de los productos alimenticios, impulsado por los aumentos de los precios de la energía durante el pico del petróleo y la dependencia de la agricultura industrial de los combustibles fósiles, provoque un aumento en los precios de los alimentos, lo que tiene un impacto particular en las personas pobres. Un ejemplo de esto puede verse en la crisis mundial de precios de los alimentos de 2007-2008. Los aumentos de los precios de los alimentos tienen un impacto desproporcionado en los pobres, ya que gastan una gran parte de sus ingresos en alimentos.

## Animales
Las «operaciones concentradas de alimentación animal» o las «operaciones ganaderas intensivas» pueden albergar un gran número (algunas hasta cientos de miles) de animales, a menudo en interiores. Estos animales suelen ser vacas, cerdos, pavos o pollos. La característica distintiva de estas granjas es la concentración de ganado en un espacio determinado. El objetivo de la operación es producir la mayor cantidad de carne, huevos o leche al menor costo posible y con el mayor nivel de seguridad alimentaria.
Los alimentos y el agua se suministran en el lugar y a menudo se emplean métodos artificiales para mantener la salud animal y mejorar la producción, como el uso terapéutico de agentes antimicrobianos, suplementos vitamínicos y hormonas de crecimiento. Las hormonas de crecimiento no se utilizan en la producción de carne de pollo ni se utilizan en la Unión Europea para cualquier animal. En la producción de carne, a veces también se emplean métodos para controlar comportamientos indeseables que a menudo se relacionan con el estrés de estar confinado en áreas restringidas con otros animales. Se buscan razas más dóciles (con comportamientos naturales dominantes, por ejemplo), restricciones físicas para detener la interacción, como jaulas individuales para pollos, o animales modificados físicamente, como desbarbar los pollos para reducir el daño de las peleas. El aumento de peso se ve favorecido por la provisión de abundantes suministros de alimentos a los animales que se reproducen para aumentar de peso.
La designación "operación de alimentación de animales confinados" en los EE. UU. fue resultado de la Ley Federal de Agua Limpia de 1972 de ese país, que se promulgó para proteger y restaurar lagos y ríos a una calidad "apta para pescar y nadar". La Agencia de Protección Ambiental de los Estados Unidos (EPA) identificó ciertas operaciones de alimentación animal, junto con muchos otros tipos de industria, como fuentes puntuales de contaminación de las aguas subterráneas. Estas operaciones fueron designadas como CAFO y sujetas a una regulación especial contra la contaminación.
En 17 estados de los EE. UU., se han relacionado casos aislados de contaminación del agua subterránea con las CAFO. Por ejemplo, los diez millones de cerdos de Carolina del Norte generan 19 millones de toneladas de desechos al año. El gobierno federal de los Estados Unidos reconoce el problema de la eliminación de desechos y exige que los desechos animales se almacenen en lagunas. Estas lagunas pueden tener hasta 30,000 m². Las lagunas que no están protegidas con un revestimiento impermeable pueden filtrar los desechos al agua subterránea en algunas condiciones, al igual que la escorrentía del estiércol se puede propagar a los campos como fertilizante en el caso de una lluvia fuerte imprevista. Una laguna que estalló en 1995 liberó 95 millones de litros de lodo nitroso en el New River de Carolina del Norte. El derrame supuestamente mató de ocho a diez millones de peces.
La gran concentración de animales, desechos animales y animales muertos en un espacio pequeño plantea problemas éticos para algunos consumidores. Los activistas por los derechos de los animales y el bienestar de los animales han denunciado que la cría intensiva de animales es cruel con los animales. A medida que se vuelven más comunes, también lo hacen las preocupaciones sobre la contaminación del aire y las aguas subterráneas, y los efectos en la salud humana de la contaminación y el uso de antibióticos y hormonas de crecimiento.
Según los Centros para el Control y la Prevención de Enfermedades (CDC) de EE. UU., las granjas en las que se crían animales de forma intensiva pueden provocar reacciones adversas a la salud de los trabajadores agrícolas. Los trabajadores pueden desarrollar enfermedades pulmonares agudas y crónicas, lesiones musculoesqueléticas y pueden contraer infecciones que se transmiten de los animales a los seres humanos. Este tipo de transmisiones, sin embargo, son extremadamente raras, ya que las enfermedades zoonóticas son infrecuentes.

## Cultivo de granos
Los proyectos dentro de la Revolución Verde difundieron tecnologías que ya existían, pero que no habían sido ampliamente utilizadas fuera de las naciones industrializadas. Estas tecnologías incluyeron pesticidas, proyectos de riego y fertilizantes nitrogenados sintéticos.
El novedoso desarrollo tecnológico de la Revolución Verde fue la producción de lo que algunos denominaron "semillas milagrosas". Los científicos crearon variedades de maíz, trigo y arroz que generalmente se conocen como VAR o "variedades de alto rendimiento". Las VAR tienen un mayor potencial de absorción de nitrógeno en comparación con otras variedades. Dado que los cereales que absorbían nitrógeno extra normalmente se doblaban o caían antes de la cosecha, se introdujeron genes semi enanos en sus genomas. El trigo Norin 10, es una variedad desarrollada por Orville Vogel a partir de variedades japonesas de trigo enano, fue fundamental en el desarrollo de cultivares de trigo de la Revolución Verde. IR8, el primer arroz VAR ampliamente implementado desarrollado por el Instituto Internacional de Investigación del Arroz, fue creado a través de un cruce entre una variedad indonesia llamada "Peta" y una variedad china llamada "Dee Geo Woo Gen."
Con la disponibilidad de genética molecular en Arabidopsis y arroz, los genes mutantes responsables (altura reducida (rht), insensible a la giberelina (gai1) y arroz esbelto (slr1)) se han clonado e identificado como componentes de señalización celular del ácido giberélico, una fitohormona involucrada en la regulación del crecimiento del tallo a través de su efecto sobre la división celular. El crecimiento del tallo en el fondo mutante se reduce significativamente, lo que conduce al fenotipo enano. La inversión fotosintética en el tallo se reduce drásticamente ya que las plantas más cortas son inherentemente más estables mecánicamente. Los asimilados se redirigen a la producción de cereal, amplificando en particular el efecto de los fertilizantes químicos sobre el rendimiento comercial.
Los VAR superan significativamente a las variedades tradicionales en presencia de riego, pesticidas y fertilizantes adecuados. En ausencia de estos insumos, las variedades tradicionales pueden superar a las de alto rendimiento. Una crítica de las VAR es que se desarrollaron como híbridos F1, lo que significa que un agricultor debe comprarlos cada temporada en lugar de guardarlos de temporadas anteriores, lo que aumenta el costo de producción del agricultor.